# Spoorlijn Vias - Lodève
De spoorlijn Vias - Lodève was een Franse spoorlijn van Vias naar Lodève. De lijn was 58,2 km lang en heeft als lijnnummer 732 000.

## Geschiedenis
De lijn werd in gedeeltes geopend door de Compagnie des Chemins de fer du Midi, van Vias naar Clermont-l'Hérault op 8 april 1863 en van Clermont-l'Hérault naar Lodève op 14 augustus 1863. Personenvervoer werd in eerste instantie opgeheven op 15 mei 1939. Daarna was er weer personenvervoer tussen Vias en Paulhan van 14 juni 1942 tot 27 juni 1957, tussen Paulhan en Rabieux van 28 september 1944 tot 3 oktober 1948 en tussen Rabieux en Lodève van 17 mei 1943 tot 1949.
Goederenvervoer was er tussen Vias en Lézignan-la-Cèbe tot mei 2008, tussen Lézignan-la-Cèbe en Cartels tot september 1991 en tussen Cartels en Lodève tot 31 mei 1981. Tussen Vias en Florensac was er kortstondig goederenvervoer in augustus en september 2010.

## Aansluitingen
In de volgende plaatsen is of was er een aansluiting op de volgende spoorlijnen:
Vias
RFN 640 000, spoorlijn tussen Bordeaux-Saint-Jean en Sète-Ville
Pézenas
lijn tussen Montpellier en Béziers
Paulhan
RFN 694 000, spoorlijn tussen Paulhan en Montpellier
RFN 730 000, spoorlijn tussen Faugères en Paulhan
Rabieux
lijn tussen Montpellier en Rabieux